# St. Nikolaus von Myra (Langenbach)

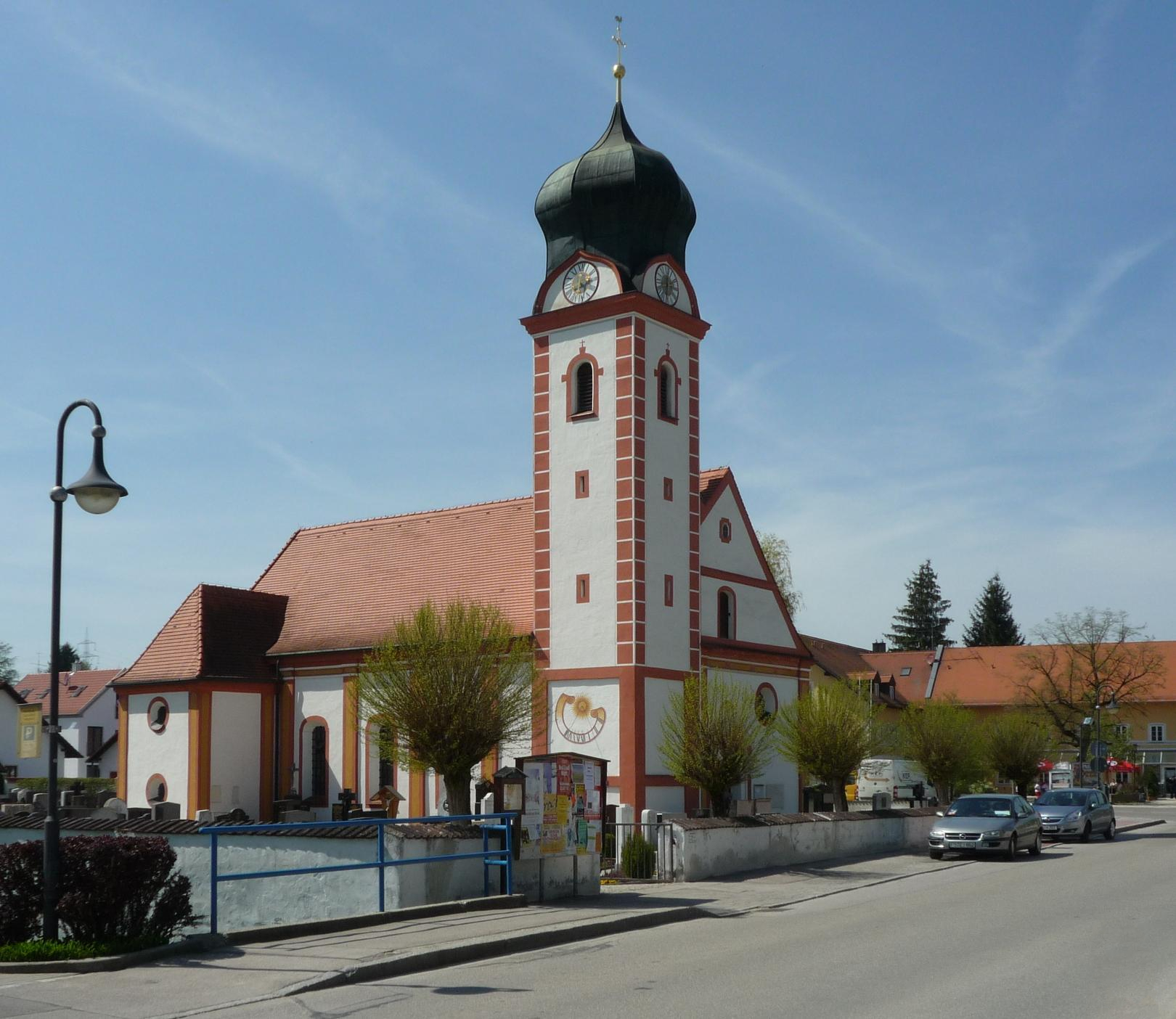

St. Nikolaus ist eine katholische Kirche in Langenbach, einer Gemeinde im oberbayerischen Landkreis Freising.
Die erste Erwähnung einer Kirche in Langenbach stammt aus dem Jahr 818. Von diesem Gebäude ist nichts mehr erhalten. Die nächste Erwähnung eines Gotteshauses erfolgte erst 200 Jahre später. Die ersten Kirchenpatrone waren Martin und Laurentius. Diese wurden erstmals 1524 in einer Urkunde erwähnt. Auf Bitten der Einwohner beschaffte der Freisinger Bischof Joseph Clemens von Bayern 1692 einen neuen Altar. Das Altarbild zeigte Nikolaus von Myra, der seitdem der Patron der Kirche ist. Heute steht an Stelle des nicht erhaltenen Bildes eine Figur des Heiligen aus der Zeit des Barock. Die heutige Kirche wurde 1737 erbaut.
Da die Kirche durch den starken Bevölkerungszuwachs der Gemeinde nach dem Zweiten Weltkrieg zu klein wurde, wurde in der Nähe eine zweite Kirche, die St.-Nikolaus-von-Flüe-Kirche, errichtet.